# Anna Makandina
Anna, nazwisko świeckie Makandina (ur. 5 listopada 1886 w guberni włodzimierskiej, zm. 14 marca 1938 na poligonie Butowo) – rosyjska mniszka prawosławna, święta nowomęczennica.

## Życiorys
Pochodziła z rodziny chłopskiej z guberni włodzimierskiej. W 1910 ukończyła szkołę wiejską. Posłusznicą w monasterze św. Aleksego w Moskwie została w wieku dwudziestu dwóch lat. Przez cały okres pobytu w klasztorze była jedną z monasterskich kucharek.
Anna nie złożyła w monasterze ślubów mniszych, cały czas pozostawała posłusznicą.
W momencie likwidacji monasteru św. Aleksego przez władze radzieckie Anna, razem z kilkoma innymi mniszkami, zamieszkała w prywatnym mieszkaniu i starała się w miarę możliwości nadal żyć według reguły zakonnej. Zarabiała na życie szyciem. W 1930 została po raz pierwszy aresztowana i skazana na trzyletnie zesłanie do obwodu archangielskiego.
Po raz drugi została aresztowana 22 lutego 1938. Nie przyznała się do stawianych jej zarzutów, w czasie przesłuchania wprost stwierdziła natomiast, że wrogo odnosi się do władzy radzieckiej, gdyż to ona wypędziła mniszki z ich klasztorów; oznajmiła, że prawosławni żyli lepiej w czasach caratu. 8 marca 1938 została skazana na śmierć i sześć dni później rozstrzelana w masowej egzekucji na poligonie w Butowie.
Kanonizowana w 2000 jako jedna z Soboru Świętych Nowomęczenników i Wyznawców Rosyjskich. Nosi tytuł świętej mniszki męczennicy.
Jej siostra Matrona Makandina również była posłusznicą w monasterze św. Aleksego i także została kanonizowana jako nowomęczennica.